# Erviopsis aurata
Erviopsis aurata là một loài ruồi trong họ Tachinidae.